# Pacific Spaceport Complex

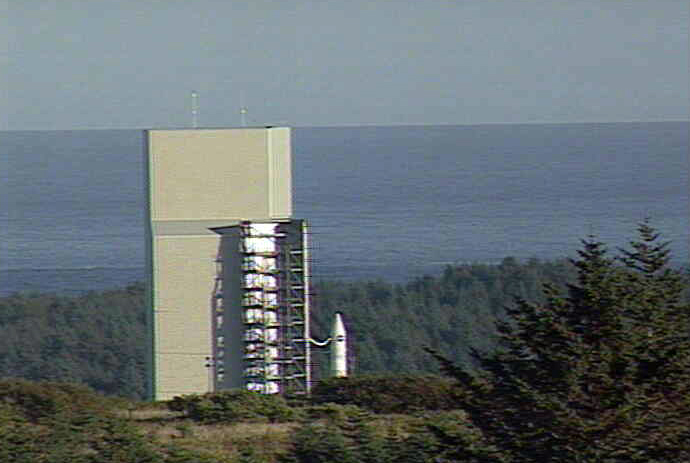
Un cohete Athena 1 en el Kodiak Launch Complex

El Pacific Spaceport Complex - Alaska (PSCA), anteriormente conocido como Kodiak Launch Complex, es un puerto espacial comercial y militar de doble uso para vehículos de lanzamiento orbitales y suborbitales. La instalación es propiedad y está operada por la Corporación Aeroespacial de Alaska, una corporación pública del estado de Alaska, y está ubicada en la isla Kodiak en Alaska, además Astra space lanza sus cohetes rocket 3.3 desde hay
El puerto espacial abrió sus puertas en 1998 y ha apoyado 17 lanzamientos, la mayoría de ellos para el gobierno de los Estados Unidos. El sitio estuvo cerrado durante dos años después de un fallo de lanzamiento que causó daños significativos en partes del puerto espacial. Reabrió en agosto de 2016.